# Ground Force One
Stagecoach (nombre código oficial mientras el presidente esté en su interior) más conocido como Ground Force One es el nombre código no oficial utilizado para nombrar a los autobuses negros que transportan al Presidente de los Estados Unidos.
Anteriormente el Servicio Secreto alquilaba autobuses y los integraba a la comitiva presidencial para uso en comunicaciones y transporte en caso de emergencia. Desde agosto de 2011 se añadieron dos autobuses oficialmente a la flota presidencial, en un principio para ser utilizado por Barack Obama en la campaña previa a las Elecciones Presidenciales de 2012.
Los autobuses se hicieron a partir del modelo básico H3-V45 VIP 3 eje Shell que fue diseñado por una compañía con sede en Quebec, Canadá llamada Prevost Car, especialista en vehículos blindados. Posteriormente, fue modificado por la compañía Hemphill Brothers Coach en Nashville, Tennessee para proporcionar 505 pies cuadrados de espacio interior, incluyendo luces intermitentes de policía en el frente y la parte posterior y otros accesorios.
Fue entonces un nuevo factor para el Servicio Secreto modificar con artefactos de blindaje, comunicación segura y amenidades ambos autobuses. Los dos autobuses cuestan 1,1 millones de dólares cada uno y fueron adquiridos durante la administración de Barack Obama.
Los Autobuses son parte de la flota del gobierno federal y están pintados de negro liso. Un segundo autobús fue utilizado por el candidato presidencial Republicano durante la campaña previa a las Elecciones Presidenciales de 2012, y luego se implementó como una copia de seguridad de otros dignatarios visitantes. El nombre código del Servicio Secreto para el autobús es Stagecoach mientras el presidente está a bordo.